# Jesulín de Ubrique
Jesús Janeiro Bazán dit « Jesulín de Ubrique », né le 9 janvier 1974 à Ubrique (province de Cadix, Espagne), est un matador espagnol.

## Présentation
À l’âge de sept ans, il torée sa première becerrada ; à treize ans, après un passage à l’école taurine de Cadix, il combat pour la première fois en public dans les arènes de El Bosque. Dès après son alternative, il atteint les sommets de l’escalafón. En 1994, il participe à 164 corridas : le précédent « record » détenu depuis près de vingt cinq ans par « El Cordobés I » en 1970 avec 121 corridas.

### Carrière
- Débuts en public : 13 juin 1987 à El Bosque (Espagne, province de Cadix)
- Débuts en novillada avec picadors : 30 avril 1987 à Ronda (Espagne, province de Malaga), en compagnie de Julio Aparicio et Finito de Córdoba.
- Alternative : À Nîmes (France, département du Gard) le 21 septembre 1990. Parrain, « Manzanares » ; témoin, Emilio Muñoz ; taureaux de González Sánchez-Dalp.
- Confirmation d’alternative à Madrid : 25 février 1992. Parrain, José Ortega Cano ; Témoin, César Rincón ; taureaux de la ganadería du marquis de Domecq.
- Confirmation d’alternative à Mexico : 1er novembre 1992. Parrain, Manuel Arruza ; témoin, Guillermo Capetillo ; taureaux de La Venta del Refugio.
- Premier de l’escalafón en 1994, 1995 et 1996.